# フェアリーテイル (映画)
『フェアリーテイル』（原題：FairyTale: A True Story）は、1997年制作のアメリカ合衆国、イギリス映画。1917年にイングランドで起きたコティングリー妖精事件をモチーフにしたファンタジー・ドラマ映画。

## あらすじ
1917年、第一次世界大戦中のイギリス。8歳の少女フランシスは、父親が戦地から戻るまでの間、ヨークシャーに住む叔父夫婦のもとに身を寄せる。叔父夫婦の娘で12歳の従姉妹エルシーとも仲良くなったフランシスは、毎日を明るく過ごしながら父親の帰りを待つ。
そんなある日、フランシスとエルシーは遊びに出かけた近所の小川で写真を撮るが、その写真には美しく光る妖精が写っていた。その写真がやがてイギリス中を巻き込む大騒動へと発展していく。

## キャスト
- エルシー・ライト：フローレンス・ホース（吹替：菊地優見）
- フランシス・グリフィス：エリザベス・アール（吹替：須藤祐実）
- アーサー・ライト：ポール・マッギャン（吹替：諸角憲一）
- ポリー・ライト：フィービー・ニコルズ（吹替：名越志保）
- エドワード・L・ガードナー：ビル・ナイ（吹替：佐古正人）
- ジョン・フェレット：ティム・マッキナリー（吹替：谷口節）
- ハロルド・ブリッグス：ボブ・ペック（吹替：益富信孝）
- 負傷した伍長：アントン・レッサー（吹替：後藤哲夫）
- ハリー・フーディーニ：ハーヴェイ・カイテル（吹替：麦人）
- コナン・ドイル：ピーター・オトゥール（吹替：山内雅人）
- ピーター・パン：アンナ・チャンセラー
- フランシスの父：メル・ギブソン（カメオ出演、クレジットなし）